# Letteratura italiana durante il fascismo
La letteratura italiana durante il fascismo, nel periodo compreso tra prima e la seconda guerra mondiale per l'Italia, fu influenzata da quel regime autoritario, fenomeno politico che ha inciso profondamente su ogni aspetto della società e quindi anche sulla cultura e sulla letteratura. 

Mussolini durante un discorso

## Politica culturale fascista
Alla sua nascita nel 1919 il movimento fascista ebbe il sostegno di intellettuali come Marinetti, D'Annunzio, Toscanini, Ungaretti. Affondava le sue radici nell'interventismo dove in campo letterario erano emersi autori come Scipio Slataper e Filippo Corridoni, e nel futurismo, prima e più consapevole avanguardia letteraria in Italia.

Guelfo Civinini (secondo in piedi da destra) tra Massimo Bontempelli e Silvio D'Amico, dietro a Luigi Pirandello, a una Fiera del libro (Montecatini, anni '30). Si riconoscono anche, tra le fisionomie più note, Marinetti, Trilussa e Lucio D'Ambra (quinto, sesto e nono da destra in piedi). Seduta al centro in prima fila, la scrittrice Paola Masino.

La letteratura italiana nel primo Novecento è fortemente influenzata, più ancora che in altri secoli, da fattori storico-politici e socioculturali in genere.
Sul versante socioculturale ebbe grande influenza il filosofo e critico Benedetto Croce, tra i pochissimi intellettuali a rimanere indipendente dal fascismo a differenza del suo collega Giovanni Gentile.
Tuttavia si deve sottolineare che anche sotto il regime fascista rimase vivace l'interesse per il confronto letterario, grazie soprattutto alle riviste fiorentine, come Solaria, alla quale collaboravano autori quali Eugenio Montale o Carlo Emilio Gadda o le riviste letterarie di Mino Maccari e Leo Longanesi. Insieme alla consacrazione di Luigi Pirandello, Premio Nobel per la letteratura nel 1934, emersero scrittori come Antonio Baldini, Curzio Malaparte, Massimo Bontempelli.

### Censura e propaganda
Divenuto regime nel 1925, dopo l'omicidio Matteotti, il fascismo tentò di controllare l'intera società italiana in ogni sua manifestazione, allo scopo di costruire una solida base di consenso.
Benito Mussolini si circondò di uomini fidati, cui furono affidate le funzioni culturali più importanti nell'organizzazione dello Stato. 
Dopo il 1926 la resistenza al Fascismo diventò un crimine contro lo Stato, punito con il carcere, il confino o l'esilio; vennero presi, inoltre, provvedimenti che sopprimevano la libertà di stampa e quindi impedivano l'autonomia dell'espressione del pensiero e delle attività intellettuali.
A tutto ciò fece eco una strategia finalizzata a creare il consenso attraverso un'informazione pilotata.
L'azione di propaganda si esercitò attraverso i nuovi mezzi di comunicazione di massa, come la radio, il cinema e i giornali. 
Le attività editoriali e letterarie vennero sottoposte al controllo del Ministero della cultura popolare; i funzionari del Ministero dovevano leggere preventivamente ogni opera prima di autorizzarne la pubblicazione.
Verso la fine degli anni trenta la censura fu più intransigente.
Venne censurato il romanzo di Carlo Bernari Tre operai, per i contenuti sociali e politici; anche L'uomo è forte (1938) di Corrado Alvaro venne censurato poiché il suo contenuto poteva suggerire eventuali confronti con il totalitarismo del regime.
Un caso emblematico fu costituito dalla complessa vicenda di pubblicazione di Americana, un'antologia di scrittori statunitensi preparata da Elio Vittorini . 
L'opera, nel 1939 già interamente impaginata e pronta per essere pubblicata, venne fermata e poté uscire solo nel 1942 a condizione che le pagine scritte da Vittorini venissero eliminate.
Questo caso può spiegarsi con il clima ormai esasperato della guerra, ma i presupposti risalivano a molto tempo prima. Nel dopoguerra, per le sue posizioni filoamericane in letteratura, Vittorini subirà la censura interna di Togliatti durante la direzione della rivista Il Politecnico, tra gli organi di stampa ufficiali del PCI.

## Diffidenza verso la cultura di altri Paesi
Il culto dell'italianità aveva indotto a guardare con sospetto le esperienze culturali provenienti da altri Paesi, soprattutto verso Russia e Stati Uniti. 
Il regime boicottò anche il nuovo genere di massa, il romanzo giallo; non fu una vera e propria proibizione, ma le parole di condanna pronunciate da uomini di cultura non lasciano dubbi. Uno dei pochi autori, che si cimentarono in questo genere fu Alessandro Varaldo, il quale, attraverso la figura di un investigatore che catturava i colpevoli e forniva modelli pratici di comportamento fascista, propose di “italianizzare” il nuovo genere.
La difesa dell'italianità si trasformò in una sempre più miope affermazione di un'autarchia, determinando un soffocante clima di caccia alle streghe. 
Uno dei provvedimenti presi in questa direzione fu la lotta contro le parole straniere, di cui si propose l'abolizione e la sostituzione con termini equivalenti.
In quegli anni si affermò un nuovo genere letterario, la letteratura coloniale italiana, nata alla fine dell'Ottocento dopo la sconfitta di Dogali e quella di Adua.
Con l'entrata in guerra dell'Italia vennero interrotte tutte le pubblicazioni di derivazione statunitense, inclusi i fumetti.

## Consensi al regime

Mussolini e D'Annunzio

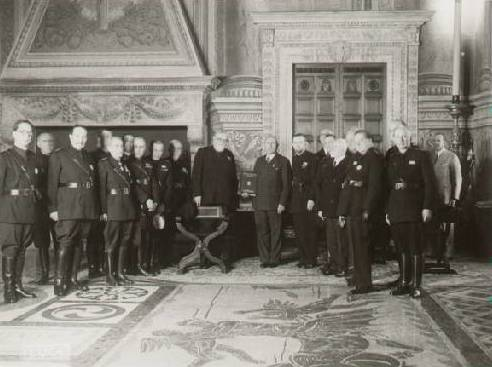
Gentile presenta a Mussolini l'Enciclopedia Italiana (1937)

L'affermazione del fascismo poté, però, ben presto contare sul massiccio appoggio degli intellettuali, come il filosofo Giovanni Gentile. Gentile fu promotore nel 1925 del Manifesto degli intellettuali fascisti, con cui i numerosi firmatari garantivano l'appoggio e l'approvazione al regime. Tra i firmatari poeti e scrittori come  Ungaretti, Pirandello, Marinetti, Malaparte, D'Annunzio, Ardengo Soffici.
L'adesione degli intellettuali al fascismo presenta, sul piano culturale, motivazioni diverse.
Gabriele D'Annunzio poteva rappresentare un  modello illustre, al quale si ispirò anche lo stesso Mussolini.
Contraddittorio è il rapporto stabilito con il fascismo da Filippo Tommaso Marinetti; egli nonostante le convinzioni nazionalistiche e totalitarie, si scontrò con l'inconciliabilità fra l'ordine politico imposto da Mussolini e il disordine programmatico su cui si basava invece il Futurismo.
Dopo l'assassinio di Giacomo Matteotti, nel momento in cui il fascismo risultò fortemente indebolito davanti all'opinione pubblica, Luigi Pirandello aderì, e firmò il manifesto degli intellettuali fascisti. Si ebbe la consacrazione di Pirandello con il Premio Nobel per la letteratura nel 1934. Lo stesso riconoscimento nel 1926 era stato assegnato a Grazia Deledda. L'opera di Pirandello, comunque sarà sempre lontana da ogni forma di compromesso con le scelte politiche di quegli anni. Altrettanto netto è il distacco fra le convinzioni fasciste di Giuseppe Ungaretti e il carattere del tutto apolitico della sua poesia.
Non vanno dimenticati Giovanni Papini, Ardengo Soffici, Giuseppe Prezzolini, Vincenzo Cardarelli, gli animatori di riviste letterarie come Mino Maccari, Leo Longanesi e Berto Ricci, lo scrittore Curzio Malaparte e il critico letterario Emilio Cecchi (che dopo aver firmato il manifesto antifascista di Croce assunse posizioni divergenti venendo anche eletto all'Accademia d'Italia). L'unico intellettuale non fascista che godette di un trattamento particolare fu Benedetto Croce, filosofo idealista (come il fascista Giovanni Gentile), sottoposto ad un persistente controllo, ma il fascismo non ebbe mai il coraggio di perseguitarlo o colpirlo dirittamente, per l'altissimo prestigio. Croce poté così proseguire la sua attività di studioso, a patto che non intervenisse e interferisse direttamente su questioni di carattere politico.
La più importante opera culturale durante il fascismo fu l'Enciclopedia italiana.

### Riviste
Un ruolo significativo, nell'elaborazione e nella diffusione degli atteggiamenti culturali del periodo tra le due guerre, lo ebbero le riviste. Un ruolo centrale venne svolto dalla rivista fiorentina Solaria, fondata da Alberto Carocci nel 1926.
Fu una rivista del tutto indipendente dai condizionamenti del potere politico, ed ebbe come vocazione la diffusione di un gusto per la narrativa della memoria e contribuì alla diffusione dell'Ermetismo. 

Grande merito ebbe, inoltre, per la pubblicazione di autori stranieri, sconosciuti al pubblico italiano (Joyce, Kafka, Proust).
Un diretto rapporto con la politica lo ebbe, invece, la rivista Il Selvaggio.
Fu fondata da Mino Maccari, il quale le diede un taglio polemico e satirico, utilizzando anche il disegno e la grafica. 

La rivista rappresentava il movimento, comunemente definito, Strapaese, che sostiene il carattere rurale e paesano della cultura italiana, rifiutando polemicamente la cultura straniera e moderna. Tutto ciò venne identificato con lo spirito del nascente fascismo e per questi motivi fu portavoce di alcuni manifesti fascisti. Al movimento di Strapaese si oppose il movimento di Stracittà, che criticava la fedeltà alla tradizione, proponendo un'arte popolare ma moderna, calata in una dimensione urbana ed industriale. Il movimento di Stracittà ebbe il suo organo nella rivista “900”, fondata e diretta a Roma da Massimo Bontempelli.
Tra le numerose riviste pubblicate durante il fascismo, molte furono di argomento culturale e letterario: 
- Dedalo diretta da Ugo Ojetti, che si occupava di arte e cultura, (1921-1933)
- Gerarchia, rivista ufficiale del fascismo fondata nel 1922
- Critica fascista: periodico fondato a Roma da Giuseppe Bottai nel 1923 ed edito fino al 1943.
- Le Grandi Firme: quindicinale di novelle fondato e diretto da Pitigrilli nel 1924 e chiuso nel 1939.
- Il Selvaggio (1924-1943)
- L'Italiano (1926-1942)
- Il Bargello: rivista fondata da Alessandro Pavolini nel 1929.
- Pégaso: rivista di lettere e arte fondata nel 1929 da Ugo Ojetti e terminata nel 1933.
- L'Universale: rivista dei "GUF" (Gruppo Universitario Fascista) fondata nel 1931 da Berto Ricci e terminata nel 1935.
- Pan: rivista di lettere, arte e musica, fondata da Ugo Ojetti nel 1933 e terminata nel 1935.
- Quadrivio: settimanale diretto da Telesio Interlandi e pubblicato dal 1933 al 1941, ha ospitato gli esordi letterari di Francesco Jovine, Carlo Bernari, Alberto Moravia, Antonio Piromalli, Ennio Flaiano[3]
- Architrave: foglio del "GUF" di Bologna nato nel 1940 come mensile di politica, letteratura ed arte e terminato nel 1942.
- Primato: rivista quindicinale di Lettere e arti d'Italia fondata a Roma da Giuseppe Bottai nel 1940 ed edita fino al 1943.
- Marc'Aurelio (1931-1943)

## Opposizioni al regime
Alcuni intellettuali furono costretti ad abbandonare l'Italia, sia per evitare il carcere, sia per poter continuare la loro azione: è il caso di Ignazio Silone e Emilio Lussu. Meno civili furono, invece, i provvedimenti presi nei confronti di Antonio Gramsci e Piero Gobetti. Entrambi, anche se con programmi molto diversi, si trovavano in prima linea nel combattere un'accanita battaglia contro il fascismo. Il regime li ridusse al silenzio: Gramsci morì in carcere mentre Gobetti si rifugio a Parigi, dove morì poco dopo a causa di un'aggressione squadristica. A Torino, dove non si era del tutto spento il ricordo di Gramsci e Gobetti, si creò un gruppo di intellettuali contrari al fascismo. Erano guidati da Augusto Monti, professore liceale.
Il gruppo era riunito intorno alla rivista “La Cultura” e all'attività dell'esordiente casa editrice Einaudi e fecero della cultura uno strumento di ricerca autonoma, per approdare poi a scelte di opposizione e cospirazione politica.
Altri scrittori antifascisti poterono, invece, pubblicare in Italia le loro opere, ma furono osteggiati dai recensori allineati all'ideologia al potere: si pensi ad Eugenio Montale (Ossi di seppia, 1925; Le occasioni, 1939), ad Alberto Moravia (Gli indifferenti, 1929), a Carlo Emilio Gadda (Il castello di Udine, 1934; La cognizione del dolore, 1938-41).

## Editoria
Per quanto riguardava l'editoria culturale, nel 1931 Giovanni Treccani, Calogero Tumminelli e Guido Treves costituirono la «S.A. Treves-Treccani-Tumminelli», che nel 1933 divenne Istituto dell'Enciclopedia italiana.
A Bari proseguiva l'attività della Laterza, dove continuava a pubblicare le sue opere Benedetto Croce, ma anche il filosofo tradizionalista Julius Evola. Altro centro importanti era Firenze, dove assunse particolare rilievo, nell'ambito saggistico, la casa editrice Sansoni; il suo consulente più autorevole fu Giovanni Gentile; a Ettore Lo Gatto e Mario Praz fu affidata la direzione della collana "La civiltà europea", in cui apparvero due storie letterarie, russa e inglese, a firma rispettivamente di Lo Gatto e Praz.
La casa editrice Einaudi fu fondata nel 1933 da Giulio Einaudi, nacque svolgendo un'azione anticonformista e polemica nei confronti delle direttive del regime.
Sempre più successo ebbe, poi, la Mondadori; pubblicando i maggiori scrittori contemporanei. La Mondadori avviò un processo di trasformazione dell'editoria in senso modernamente industriale.